# Dröbischau

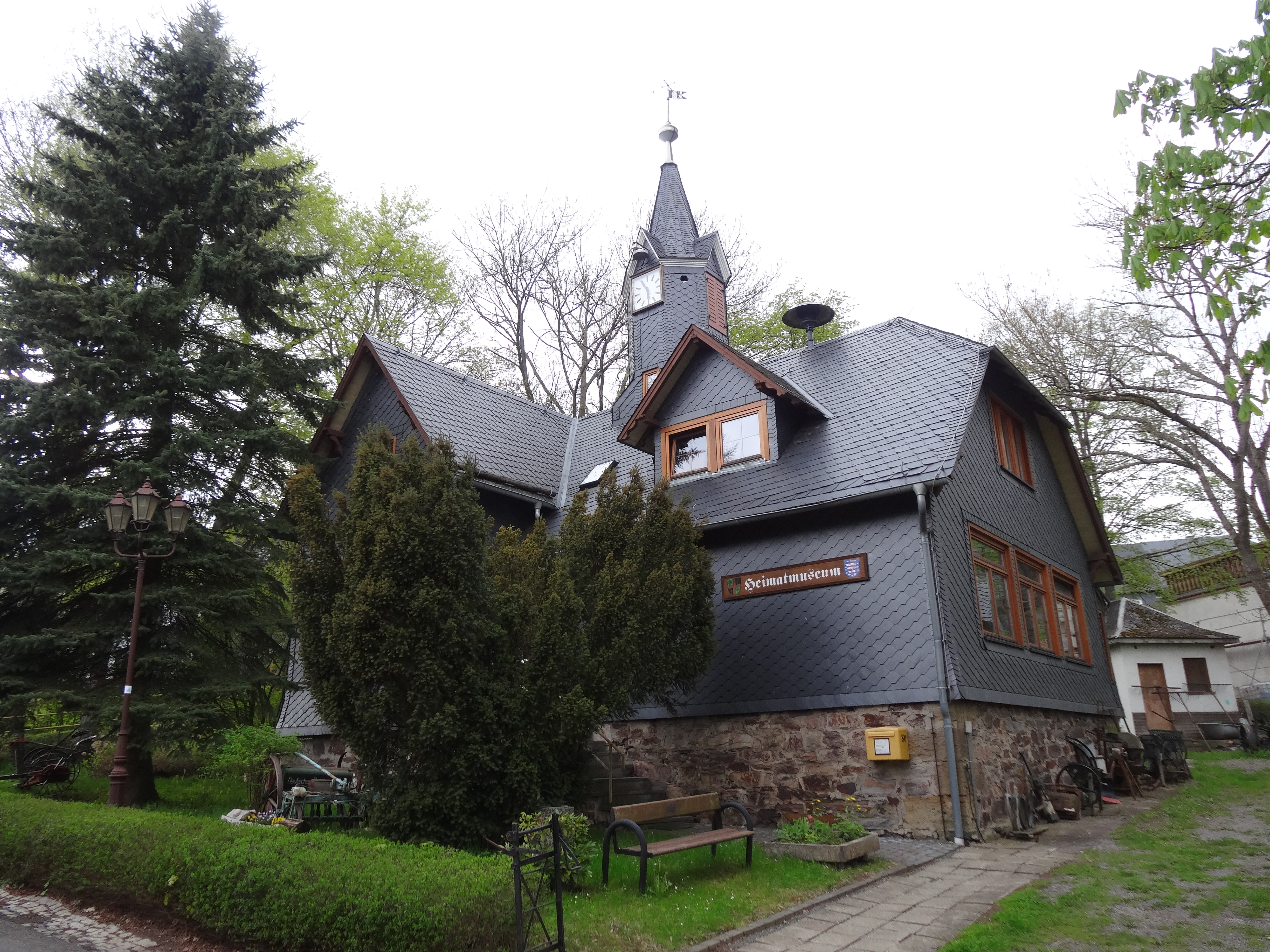
Heimatmuseum im Ort

Dröbischau ist ein Ortsteil der Stadt Königsee im Landkreis Saalfeld-Rudolstadt (Thüringen).

## Geografie
Dröbischau liegt auf einer unbewaldeten Hochfläche im nördlichen Vorland des Thüringer Waldes zwischen Rinnetal im Norden und Schwarzatal im Süden in einer Höhe von etwa 600 Metern ü. NN. Westlich des Ortes liegt der 808 Meter hohe Lange Berg und östlich befindet sich die 665 Meter hohe Barigauer Höhe.

## Geschichte
Dröbischau wurde erstmals 1292 als Threbescowe, Egelsdorf 1316 als Egilsdorf genannt. Die Orte gehörten zu den Besitztümern der Grafen von Schwarzburg. Historische Bedeutung im Ort hatten das Fuhrmannsgewerbe und die Weberei, später auch der Olitäten- und Glaswarenhandel. Bis 1918 gehörte der Ort zur Oberherrschaft des Fürstentums Schwarzburg-Rudolstadt.
Am 1. Juli 1950 wurde die bis dahin eigenständige Gemeinde Egelsdorf eingegliedert. Ab der Mitte der 1950er Jahre wurden Dröbischau und Egelsdorf zu Ferien- und Erholungsorten.
Am 1. Januar 2019 wurde Dröbischau in die benachbarte Stadt Königsee eingemeindet.

## Politik
Dröbischau gehörte bis zur Eingemeindung nach Königsee der aufgelösten Verwaltungsgemeinschaft Mittleres Schwarzatal an.
Der letzte Bürgermeister war Dietmar Heinze und wurde am 27. Juni 2004 gewählt.

### Wappen
Das Wappen wurde am 15. Juli 1993 genehmigt.
Blasonierung: „In von Grün und Schwarz geviertem Schild ein durchgehendes golden bordiertes rotes Kreuz; im Feld 1: eine goldene Arnikablüte, im Feld 2 und 3: ein goldenes Rautengitter, Feld 4: ein goldenes sechsspeichiges Rad.“
Das Wappen wurde vom Heraldiker Frank Diemar gestaltet.

### Wappen von Egelsdorf
Blasonierung: „Gespalten von Gold und Blau; vorn eine blaue Flachspflanze, hinten ein durchgehendes goldenes Kreuz.“
Das Wappen wurde vom Heraldiker Frank Diemar gestaltet.

## Wirtschaft und Verkehr
In der Dröbischauer Umgebung gibt es vor allem Viehzucht (Rinder, früher auch Schafe und Ziegen). Des Weiteren gibt es im Ort Tourismus, jedoch sind die meisten Einwohner Berufspendler, die zur Arbeit vor allem nach Königsee fahren.
Straßen verbinden das Dorf mit Königsee im Norden, Mellenbach-Glasbach im Süden und Oberhain im Osten.

## Sehenswürdigkeiten
- Das Heimatmuseum im Ortszentrum mit Kriegerdenkmal
- Der Kräutergarten mit Arboretum am westlichen Ortsrand
- Das Tiergehege am Ortsausgang Richtung Egelsdorf